# Ngqika
Die Ngqika [ŋǃʱiːkʼa], auch Gaika [ɡɑːˈiːkə], sind ein historischer Clan der Xhosa im heutigen Südafrika. Sie gehörten zu den im Westen des traditionellen Siedlungsgebiets der Xhosa ansässigen Rharhabe im heutigen Distrikt Amathole, westlich des Great Kei River.

## Geschichte
Die Ngqika sind nach ihrem ersten Herrscher Ngqika benannt.
Der Xhosa-Herrscher Phalo hatte zwei Söhne, Rharhabe (1722–1782) und Gcaleka (* 1730).  Ngqika war ein Sohn von Rharhabe. Nach Rharhabes Tod führte dessen Bruder Ndlambe († 1828) als Regent die Rharhabe, bevor Ngqika unter seinem Namen die Herrschaft übernahm. Die Ngqika waren als die am westlichsten siedelnden Xhosa als erste von den Grenzkriegen mit europäischstämmigen Siedlern der Kapkolonie betroffen. 1817, im Fünften Grenzkrieg, kamen Soldaten der Kapkolonie unter Lord Charles Somerset den Ngqika vertragsgemäß gegen die Gcaleka bzw. Ndlambe zu Hilfe, so dass das Oberhaupt Ngqika die Kontrolle über die Gebiete westlich des Great Kei River erhielt. Er war aber gezwungen, Land an die Siedler abzugeben. 1819 mussten ihn die übrigen Herrscher der westlichen Xhosa als ihr Oberhaupt anerkennen. 1822 wollte Somerset Ngqika festnehmen lassen, Ngqika entkam jedoch in Frauenkleidern. 1829 starb er. Er wurde durch seinen Sohn Maqoma ersetzt, der als Regent amtierte, bevor Ngqikas jüngerer Sohn Sandile (auch Sandili, 1820–1878) das Amt übernahm.

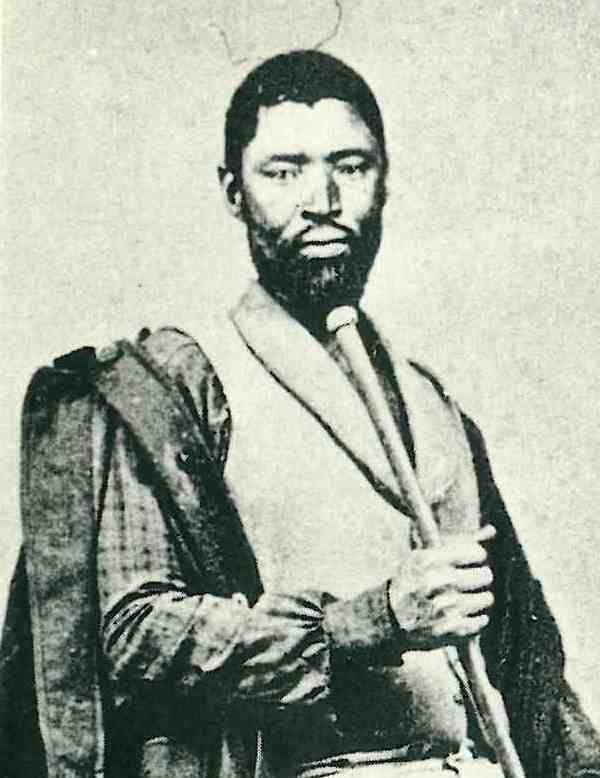
Mgolombane Sandile

Im Siebten Grenzkrieg verloren die Ngqika 1846 unter Sandile die Herrschaft über dieses Gebiet, das fortan als Britisch-Kaffraria britisch verwaltet wurde. Sandile, der ebenfalls Oberhaupt aller westlichen Xhosa war, nahm an mehreren Grenzkriegen teil; zeitweise war er ebenso wie Maqoma auf Robben Island in der Kapkolonie inhaftiert. Er starb bei einem Feuergefecht mit Mfengu-Soldaten. Sandiles 1842 geborene Tochter Emma wurde im westlichen Sinne erzogen. Sie ist vermutlich die erste schwarze Südafrikanerin, die Briefe auf Englisch verfasste.
Die Nachfahren der Ngqika gehörten zu jenen Xhosa, denen von 1961 bis 1994 das Homeland Ciskei zugewiesen war.

## Ngqika-Herrscher
- bis 1829: Ngqika (geboren 1779)
- 1829– um 1842: Maqoma (Regent)
- um 1842–1878: Mgolombane Sandile (geboren 1820)